# Patrick Karpiczenko
Patrick Karpiczenko, né en 1986 à Berne, est un humoriste, scénariste, réalisateur et producteur de cinéma suisse. Il est connu sous le pseudonyme de Karpi.

## Biographie
Patrick Karpiczenko étudie à l'université des Arts de Zurich de 2005 à 2008. Il travaille ensuite comme réalisateur de films publicitaires.
En 2013, il réalise avec Peter Luisi le spectacle de sketchs Twist pour la SRF.
Il est co-créateur du late-night show Deville (de) et en est le principal auteur et réalisateur jusqu'en 2019. Devant la caméra, il est l'acolyte de Dominic Deville (de) jusqu'en 2020. Son plus grand succès populaire est American First, Switzerland Second, qu'il écrit avec l'équipe de rédaction de l'émission et qui s'inspire d'une version néerlandaise. Le clip satirique devient la vidéo YouTube la plus populaire de 2017 en Suisse avec plus de treize millions de vues.
Avec sa compagne Natascha Beller (de), Karpiczenko dirige la société Apéro Film GmbH à partir de 2016. Ensemble, ils produisent le long métrage Die fruchtbaren Jahre sind vorbei (écrit et réalisé par Beller). La comédie, projetée en avant-première sur la Piazza Grande (it) lors du Festival de Locarno 2019, est nommée pour le prix du public ainsi qu'aux Journées de Soleure 2020.
Sa chronique Karpipedia – Neue Wörter braucht das Land paraît chaque semaine dans le magazine NZZ am Sonntag.
Patrick Karpiczenko a une fille et vit à Zurich.

## Filmographie (sélection)
- 2008 : Warum sich Kurt in den Schrank sperrt und nicht mehr raus will (court métrage, écriture et réalisation)
- 2012 : Liebe und andere Unfälle (téléfilm ; co-auteur)
- 2015 : Roiber und Poli (série télévisée ; réalisateur et co-auteur)
- 2019 : Die fruchtbaren Jahre sind vorbei (film ; coproducteur et caméra)
- 2016-2020 : Deville (de) (late-night show ; auteur, réalisateur et acolyte)
- 2020 : Advent, Advent (série télévisée ; co-réalisateur, acteur)